# Libnotes kariyana
Libnotes kariyana là một loài ruồi trong họ Limoniidae. Chúng phân bố ở miền Cổ bắc.